# Francisco Javier Sánchez-Dalp y Calonge
Francisco Javier Sánchez-Dalp y Calonge (Aracena, 1866-Madrid, 1931) fue un político y terrateniente español, varias veces diputado a Cortes durante la Restauración, además de senador. Ostentó el título nobiliario de marqués de Aracena.

## Biografía
Nacido en Aracena en junio de 1866, era hermano de Miguel Sánchez-Dalp y Calonge. Fue diputado a Cortes por Aracena en doce legislaturas distintas de 1896 a 1923, además de senador por la provincia de Huelva en 1901 y 1902. Alfonso XIII le concedió el título de marqués de Aracena en 1916. Considerado parte integrante del caciquismo del sistema de la Restauración en la provincia de Huelva, falleció en Madrid en 1931, en octubre.